# Saint-Martin-du-Vivier
Saint-Martin-du-Vivier település Franciaországban, Seine-Maritime megyében. Lakosainak száma 1678 fő (2022. január 1.). Saint-Martin-du-Vivier Isneauville, Bihorel, Bois-Guillaume, Darnétal, Fontaine-sous-Préaux, Roncherolles-sur-le-Vivier és Rouen községekkel határos.

## Népesség
A település népessége az elmúlt években az alábbi módon változott:
| Lakosok száma | 1697 | 1664 | 1709 | 1629 | 1644 | 1660 | 1675 | 1672 | 1678 |
|               | 2013 | 2015 | 2016 | 2017 | 2018 | 2019 | 2020 | 2021 | 2022 |